# Маллингар

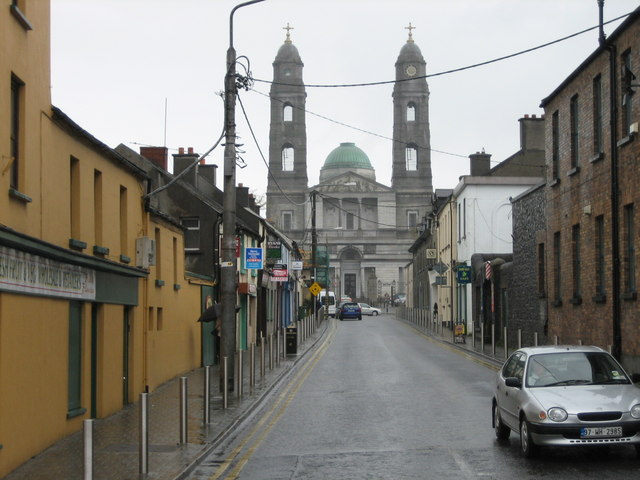
Собор Христа Царя

Маллингар (англ. Mullingar; ирл. An Muileann gCearr (Ан-Мылян-Гяр)) — (малый) город в Ирландии, административный центр графства Уэстмит (провинция Ленстер), а также его крупнейший город.
В городе есть несколько библиотек, средних школ, гимназий, досуговых центров, интернет-кафе, центр искусств и железнодорожная станция. До 2003 года в городе существовал рынок крупного рогатого скота, являвшийся главным экономическим двигателем города. С закрытием рынка большое внимание уделяется туристической составляющей, в окрестностях города находятся озёра Лох Оуэл и Лох Эннелл, которые привлекают большое количество любителей рыбной ловли. Помимо этого город известен своими изделиями из пьютера.
В городе издаются три газеты.

## Демография
Население — 18 416 человек (по переписи 2006 года). В 2002 году население составляло 15 621 человек. При этом, население внутри городской черты (legal area) было 8940, население пригородов (environs) — 9476.
Данные переписи 2006 года:
| Общие демографические показатели |               |                               |                               |      |      |
| Всё население                    | Всё население | Изменения населения 2002—2006 | Изменения населения 2002—2006 | 2006 | 2006 |
| 2002                             | 2006          | чел.                          | %                             | муж. | жен. |
| 15 621                           | 18 416        | 2795                          | 17,9                          | 9099 | 9317 |

В нижеприводимых таблицах сумма всех ответов (столбец «сумма»), как правило, меньше общего населения населённого пункта (столбец «2006»).
| Религия (Тема 2 — 5 : Число людей по религиям, 2006) |             |                |             |            |        |        |
| Католики, чел.                                       | Католики, % | Другая религия | Без религии | не указано | сумма  | 2006   |
| 15 977                                               | 86,8        | 1438           | 607         | 394        | 18 416 | 18 416 |

| Этно-расовый состав (Этничность. Тема 2 — 3 : Постоянное население по этническому или культурному происхождению, 2006) |            |              |       |        |        |            |        |        |
| Белые ирландцы | Лухт-шулта | Другие белые | Негры | Азиаты | Другие | Не указано | сумма  | 2006   |
| 14 692 | 351        | 1903         | 435   | 217    | 229    | 398        | 18 225 | 18 416 |
| Доля от всех отвечавших на вопрос, %                                                                                   |            |              |       |        |        |            |        |        |
| 80,6 | 1,9        | 10,4         | 2,4   | 1,2    | 1,3    | 2,2        | 100    | 99,01  |

1 — доля отвечавших на вопрос о языке от всего населения.
| Владение ирландским языком (Тема 3 — 1 : Число людей от 3 лет и старше по способности говорить по-ирландски, 2006) |        |            |        |        |
| Владеете ли Вы ирландским языком?                                                                                  |        |            |        |        |
| Да | Нет    | Не указано | сумма  | 2006   |
| 6710 | 10 178 | 533        | 17 421 | 18 416 |
| Доля от всех отвечавших на вопрос о языке, %                                                                       |        |            |        |        |
| 38,5 | 58,4   | 3,1        | 100    | 94,61  |

1 — доля отвечавших на вопрос о языке от всего населения.
| Использование ирландского языка (Тема 3 — 2 : Говорящие по-ирландски от 3 лет и старше по частоте использования ирландского языка, 2006) |                                                            |                                               |                                               |                                               |                                               |                                               |       |                                     |        |
| Как часто и где Вы говорите по-ирландски?                                                                                                |                                                            |                                               |                                               |                                               |                                               |                                               |       |                                     |        |
| ежедневно, только в образовательных учреждениях                                                                                          | ежедневно, как в образовательных учреждениях, так и вне их | в других местах (вне образовательной системы) | в других местах (вне образовательной системы) | в других местах (вне образовательной системы) | в других местах (вне образовательной системы) | в других местах (вне образовательной системы) | сумма | всего, отвечавших на вопрос о языке | 2006   |
| ежедневно, только в образовательных учреждениях                                                                                          | ежедневно, как в образовательных учреждениях, так и вне их | ежедневно                                     | каждую неделю                                 | реже                                          | никогда                                       | не указано                                    | сумма | всего, отвечавших на вопрос о языке | 2006   |
| 1822 | 121                                                        | 104                                           | 319                                           | 2289                                          | 1927                                          | 128                                           | 6710  | 17 421                              | 18 416 |
| Доля от всех отвечавших на вопрос о языке, %                                                                                             |                                                            |                                               |                                               |                                               |                                               |                                               |       |                                     |        |
| 10,5 | 0,7                                                        | 0,6                                           | 1,8                                           | 13,1                                          | 11,1                                          | 0,7                                           | 38,5  | 100                                 |        |

| Типы частных жилищ (Тема 6 — 1(a) : Число частных домовладений по типу размещения, 2006) |          |         |                 |            |       |        |
| Отдельный дом                                                                            | Квартира | Комната | Переносные дома | не указано | сумма | 2006   |
| 5683                                                                                     | 618      | 39      | 8               | 149        | 6497  | 18 416 |

Знаменитые люди — Найл Хоран.